# Commelina lukonzolwensis
Commelina lukonzolwensis là một loài thực vật có hoa trong họ Commelinaceae. Loài này được De Wild. mô tả khoa học đầu tiên năm 1930.